# Palpoctenidia
Palpoctenidia là một chi bướm đêm thuộc họ Geometridae.